# Karl Wührer
Karl Wührer (* 12. Januar 1903 in Wien; † 3. Oktober 1973 ebenda) war ein österreichischer Historiker.

## Leben
Nach dem Besuch des humanistischen Gymnasiums und kurzer Tätigkeit in der Landwirtschaft studierte er ab 1922 Geschichte, Philosophie, Germanistik und Geographie an der Universität Wien, unter anderem bei Rudolf Much und Othmar Spann. Ab 1926 arbeitete er als Bibliothekar für Wirtschafts- und Kulturgeschichte und promovierte 1927 über „Romantische Züge im Naturgefühl des Mittelalters“ zum Dr. phil.
Der Tod des Vaters kurz nach der Promotion 1927 zwang Wührer, die Lehramtsprüfung für Höhere Schulen abzulegen, und bis 1929 unterrichtete er Geschichte, Geographie, Latein und Englisch. 1932 habilitierte Wührer sich für „Geschichte der germanischen Frühzeit und Geschichte Skandinaviens“. Am 21. Oktober 1939 wurde er zum Dozenten neuer Ordnung an der Universität Wien ernannt.
Den Nationalsozialisten war er willkommen und dienstbar: Er war schon früh illegales Mitglied in der NSDAP und trat dieser offiziell nach dem Anschluss Österreichs 1938 bei. Seit 1940 war er Mitglied im Nationalsozialistischen Lehrerbund (NSLB), wo er Lektor für Geschichte sowie in der Kreisfachschaftsleitung aktiv war. „Der nordische Gedanke im Lehrplan der höheren Schule“ beschäftigte Wührer 1939 in der Reichszeitung des Nationalsozialistischen Lehrerbundes. Zudem war er Mitglied im Wien-Kontor der völkisch-rassistischen Nordischen Gesellschaft. Auch war er im SS-Ahnenerbe aktiv.
Wührers Buch Germanische Zusammengehörigkeit aus dem Jahr 1940 sollte nach eigener Aussage „beitragen zum heutigen Geisteskrieg, indem es durch das Darzeigen dieses deutschen und germanischen Lebens und Kulturstromes unserer heutigen Beherrschung Russlands ihre geschichtliche Berechtigung und Stütze gibt.“
1941 wurde Wührer zum außerplanmäßigen Professor an der Universität Wien ernannt. 1943–1945 war er Soldat im Zweiten Weltkrieg. Als ehemaliger Nationalsozialist verlor Wührer nach der NS-Herrschaft seine Venia Legendi und arbeitete als Gymnasiallehrer. Er war jedoch weiter wissenschaftlich tätig. Die Lehrbefugnis wurde ihm bereits 1953 wieder erteilt, und er hielt ab dann bis 1960 Lehrveranstaltungen in nordischer Geschichte, besonders zur Germania des Tacitus, ab. 1954–1967 wurde er zu Gastvorlesungen an den Universitäten Lund, Kopenhagen und Aarhus eingeladen. Von 1961 bis 1970 unterrichtete Wührer an der Wiener Akademie der bildenden Künste. 1969 wurde ihm auf Antrag Otto Höflers vom österreichischen Kultusminister der Titel eines Außerordentlichen Professors verliehen.

## Werke
- Wührer, Karl (1932). Der deutsche Staat des Mittelalters. Eine Auswahl der Quellen, lateinisch und deutsch, übersetzt und erläutert. Jena: Fischer.
- Wührer, Karl (1935). Beiträge zur ältesten Agrargeschichte des germanischen Nordens. Jena: Fischer.
- Wührer, Karl (1939). „Der nordische Gedanke im Lehrplan der höheren Schule“. In: Der deutsche Erzieher. Reichszeitung des Nationalsozialistischen Lehrerbundes. Ausgabe Gau Berlin. Jahrgang 12. Heft 12. S. 265–266.
- Wührer, Karl (1940). Germanische Zusammengehörigkeit. Jena: G. Fischer.
- Wührer, Karl (1957). Die skandinavischen Orts- und Personennamen. (Schriftenreihe des Vereins 'Muttersprache' Wien 5) Wien: Verlag Notring der Wissenschaftlichen Verbände Österreichs.
- Wührer, Karl (1964). Das schwedische Dorf des Mittelalters – ein Friedens- und Rechtsbereich? Stockholm: Norstedt.

## Sekundärliteratur
- Birkhan, Helmut (2003). „‚Altgermanistik‘ und germanistische Sprachwissenschaft“. In: Acham, Karl (Hg.). Geschichte der Österreichischen Humanwissenschaften. Band 5: Sprache, Literatur und Kunst. Wien: Passagen-Verlag. S. 115–192.
- Ditt, Thomas (2011). „Stoßtruppfakultät Breslau“. Rechtswissenschaft im „Grenzland Schlesien“ 1933-1945. (Beiträge zur Rechtsgeschichte des 20. Jahrhunderts 67.) Tübingen: Mohr Siebeck. S. 193 f.
- Harten, Hans-Christian & Neirich, Uwe & Schwerendt, Matthias (2006). Rassenhygiene als Erziehungsideologie des Dritten Reichs. Bio-bibliographisches Handbuch. (Edition Bildung und Wissenschaft 10.) Berlin: Akademie-Verlag. S. 495.
- Strauch, Dieter (1974). „Karl Wührer“. Nachruf. In: Zeitschrift der Savigny-Stiftung für Rechtsgeschichte. Germanistische Abteilung. 91/1. S. 425–427.
- Wiesinger, Peter & Steinbach, Daniel (2001). 150 Jahre Germanistik in Wien. Außeruniversitäre Frühgermanistik und Universitätsgermanistik. Wien: Praesens. S. 125 f.